# W pogoni za szczęściem (film 2006)
W pogoni za szczęściem (ang. The Pursuit of Happyness) – amerykański film fabularny z 2006 roku w reżyserii Gabriele Muccino.
Film oparty na powieści The Pursuit of Happyness Christophera Gardnera. To opowieść oparta na życiu Chrisa Gardnera. Człowiek inteligentny i utalentowany, ale bezdomny, tuła się z pięcioletnim synkiem po schroniskach. Dzięki determinacji w końcu zostaje maklerem giełdowym.
Film był kręcony w San Francisco i w Oakland (Kalifornia, Stany Zjednoczone).

## Obsada
- Will Smith - Chris Gardner
- Jaden Smith - Christopher
- Thandie Newton - Linda
- Brian Howe - Jay Twistle
- James Karen - Martin Frohm
- Dan Castellaneta - Alan Frakesh
- Kurt Fuller - Walter Ribbon
- Takayo Fischer - Pani Chu
- Kevin West - Najlepszy na świecie tata
- George Cheung - Pracownik chińskiego serwisu
- David Michael Silverman - Doktor
- Domenic Bove - Tim Ribbons
- Geoff Callan - Ferrari Owner
- Joyful Raven - Hippie Girl
- Scott Klace - Tim Brophy
- Mark Christopher Lawrence - Wayne